# Шатонеф Вилвјеј
Шатонеф Вилвјеј (фр. Châteauneuf-Villevieille) насеље је и општина у Француској у региону Прованса-Алпи-Азурна обала, у департману Приморски Алпи која припада префектури Ница.
По подацима из 2011. године у општини је живело 891 становника, а густина насељености је износила 106,32 становника/km². Општина се простире на површини од 8,38 km². Налази се на средњој надморској висини од 650 метара (максималној 901 m, а минималној 234 m).

## Демографија
| 1962. | 1968. | 1975. | 1982. | 1990. | 1999. | 2011. |
| ----- | ----- | ----- | ----- | ----- | ----- | ----- |
| 206   | 225   | 260   | 402   | 571   | 684   | 891   |

График промене броја становника у току последњих година